# Neundling (Gemeinde Altenfelden)
Neundling ist eine Rotte der Gemeinde Altenfelden in Oberösterreich (Bezirk Rohrbach). Die Ortschaft wurde 2001 von 51 Personen bewohnt.

## Geographie
Neundling ist ein Kleinweiler in der Gemeinde Altenfelden und liegt rund 1,5 Kilometer südlich des Marktplatzes von Altenfelden. Neundling ist vom Zentrum von Altenfelden über die Blumauerstraße und die Ortschaft Blumau erreichbar. Im Westen und Südwesten wird die Ortschaft durch einen Bachlauf von der Ortschaft Atzesberg getrennt, im Süden und Osten bildet die Große Mühl die Grenze zur Gemeinde Kleinzell im Mühlkreis. Nördlich von Neundling befindet sich die Ortschaft Blumau. Für Neundling wurden 2001 insgesamt 13 Gebäude gezählt, wobei 12 Gebäude über einen Hauptwohnsitz verfügten und 20 Wohnungen bzw. 16 Haushalte bestanden. 

## Geschichte und Bevölkerung
Urkundlich wurde Neundling 1321 erstmals genannt. In Neundling lebten 1869 44 Menschen in sieben Häusern. Bis zum Jahr 1910 sank die Einwohnerzahl auf 33 Personen ab, wobei die Ortschaft immer noch sieben Gebäude umfasste. Bis 1923 stieg die Einwohnerzahl wieder auf 59 Personen an, wobei acht Gebäude gezählt wurden. 1951 lebten insgesamt 47 Personen in Neundling, wobei die Statistik Austria in diesem Jahr erstmals eine Unterteilung des Weilers vornahm. So umfasste der Weiler Neundling fünf Gebäude mit 32 Einwohnern, die Einschicht Hammerhäusl bestand aus zwei Häusern mit 15 Einwohnern.

## Bauwerke
Südlich des Weilers Neundling befand sich die Burg Neundling, die urkundlich 1397 und 1466 genannt wurde. Von der Burg haben sich jedoch nur Reste der Befestigung erhalten. 